# La Boissière, Hérault
La Boissière är en kommun i departementet Hérault i regionen Occitanien i södra Frankrike. Kommunen ligger i kantonen Aniane som tillhör arrondissementet Lodève. År 2022 hade La Boissière 1 054 invånare.

## Befolkningsutveckling
Antalet invånare i kommunen La Boissière
Referens:INSEE